# フェリピ・アウグスト・サンターナ
フェリピ・アウグスト・サンターナ（Felipe Augusto Santana, 1986年3月17日 - ）は、ブラジル・サンパウロ州リオ・クラロ出身のサッカー選手。ポジションはディフェンダー。

## 経歴
2008年にボルシア・ドルトムントに移籍、以後マッツ・フンメルスとネヴェン・スボティッチの控えとして出場機会は限られていたが、2012-13シーズンは両者の負傷もあり出場機会を得た。
UEFAチャンピオンズリーグ 2012-13・ラウンド16のFCシャフタール・ドネツク戦でCL初ゴールを決め、準々決勝のマラガCF戦では後半アディショナルタイムにゴールを決め、逆転でのドルトムントの準決勝進出に貢献した。
2013年5月28日、ドルトムントの宿敵であるシャルケ04に3年契約で移籍。
2016年1月11日、FCクバン・クラスノダールへ完全移籍した。
2017年よりアトレチコ・ミネイロと2年契約を結び、母国へ復帰することが発表された。

## タイトル

### クラブ
ドルトムント
- ブンデスリーガ : 2010-11, 2011-12
- DFBポカール : 2011-12

オリンピアコス
- ギリシャ・スーパーリーグ : 2014-15
- キペロ・エラーダス : 2014-15

アトレチコ・ミネイロ
- カンピオナート・ミネイロ : 2017